# Ferragoulo

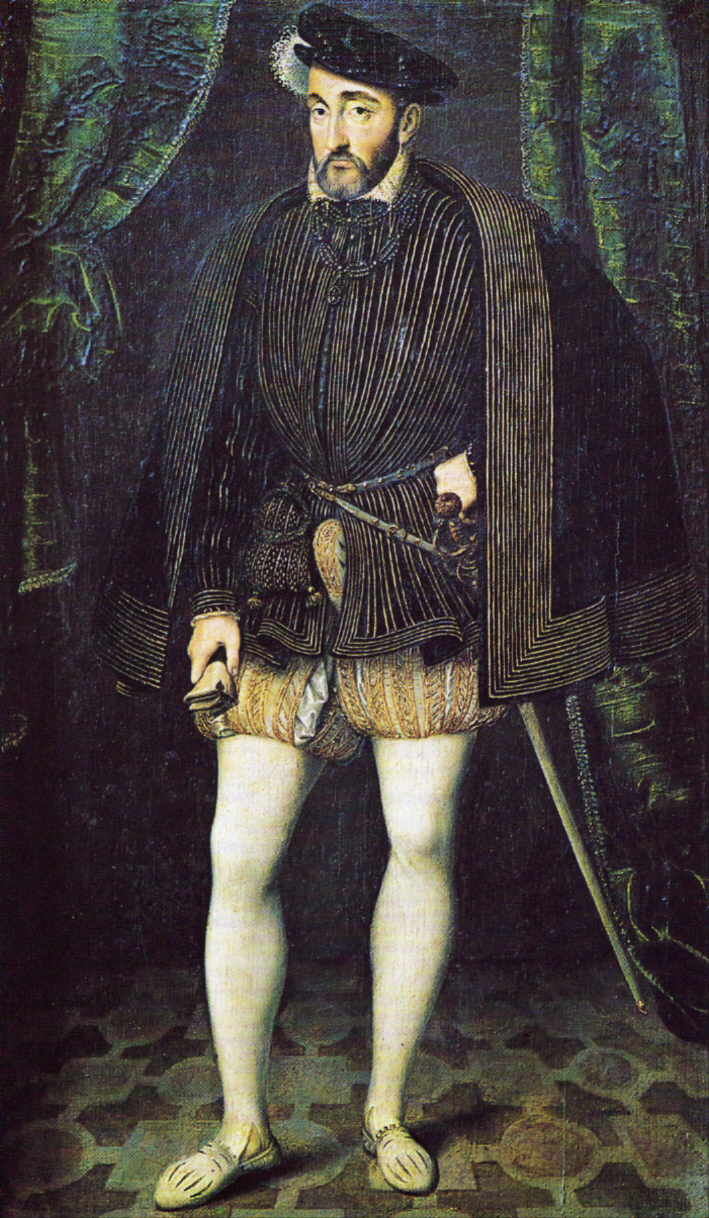
Exemplo de Ferragoulo

O ferragoulo ou farragoulo era um gabão (casaca ou capote comprido e largo) de mangas curtas com cabeção (espécie de meia-capa sobreposta ao capote ou gabão) e capuz, de origem militar utilizada pelos portugueses e homens doutros países europeus no século XVII. 
A grande vantagem militar deste tipo de gabão é que permitia um acesso fácil e lesto à espada, que nesta época ainda é de estilo toledano ou holandês, pelo que podia medir até seis palmos.
Tratava-se de um gabão ou capote geralmente feito de dozeno (pano que tem mil e duzentos fios de urdidura), vintadozeno (pano que tem 2 200 fios de urdidura), picotilho (tecido de lã pouco grosso), burel (tecido grosseiro de lã) ou saragoça (tecido grosseiro de lã negra), conforme os usos do local, da época e das posses do sujeito. Ao capote acrescia uma meia-capa (chamada de cabeção) que só cobria parte dos ombros, do peito e das costas. O cabeção também se podia levar traçado sobre um dos ombros e sobraçado no braço contrário.

## Etimologia
Do castelhano Herreruelo ou do italiano ferraiolo.